# Bacqueville-en-Caux
Pour les articles homonymes, voir Bacqueville.
Bacqueville-en-Caux est une commune française située dans le département de la Seine-Maritime en région Normandie.

## Géographie

### Description
Bacqueville-en-Caux est une commune normande du pays de Caux située à vol d'oiseau à 16 km au sud-ouest de Dieppe, 32 km à l'ouest de Neufchâtel-en-Bray39 km au nord de Rouen, 26 km à l'est de Cany-Barville et 14 km de Quiberville-sur-Mer et du littoral de la Manche.
Elle se trouve dans l'aire d'attraction de Dieppe, dans la zone d'emploi de Dieppe - Caux maritime et dans le bassin de vie d'Offranville

### Communes limitrophes
Les communes limitrophes sont  Auppegard, Bertreville-Saint-Ouen, Hermanville, Lamberville, Lammerville, Omonville, Royville et Saint-Ouen-le-Mauger.
| Hermanville          | Auppegard           | Bertreville-Saint-Ouen |
| Lammerville          | Bacqueville-en-Caux | Omonville              |
| Saint-Ouen-le-Mauger | Lamberville         |                        |

### Géologie et relief
La superficie de la commune est de 12,19 km2 ; son altitude varie de 45  à   124 mètres.

### Hydrographie
La commune est située dans le bassin Seine-Normandie. Elle est drainée par la Vienne.
La Vienne, d'une longueur de 15 km, prend sa source dans la commune de Beauval-en-Caux et se jette  dans la Saâne à Ambrumesnil, après avoir traversé neuf communes. Les caractéristiques hydrologiques de la Vienne sont données par la station hydrologique située sur la commune de Hermanville. Le débit moyen mensuel est de 0,44 m3/s. Le débit moyen journalier maximum est de 2,04 m3/s, atteint lors de la crue du 10 décembre 2021. Le débit instantané maximal est quant à lui de 4,47 m3/s, atteint le 19 juin 2023.

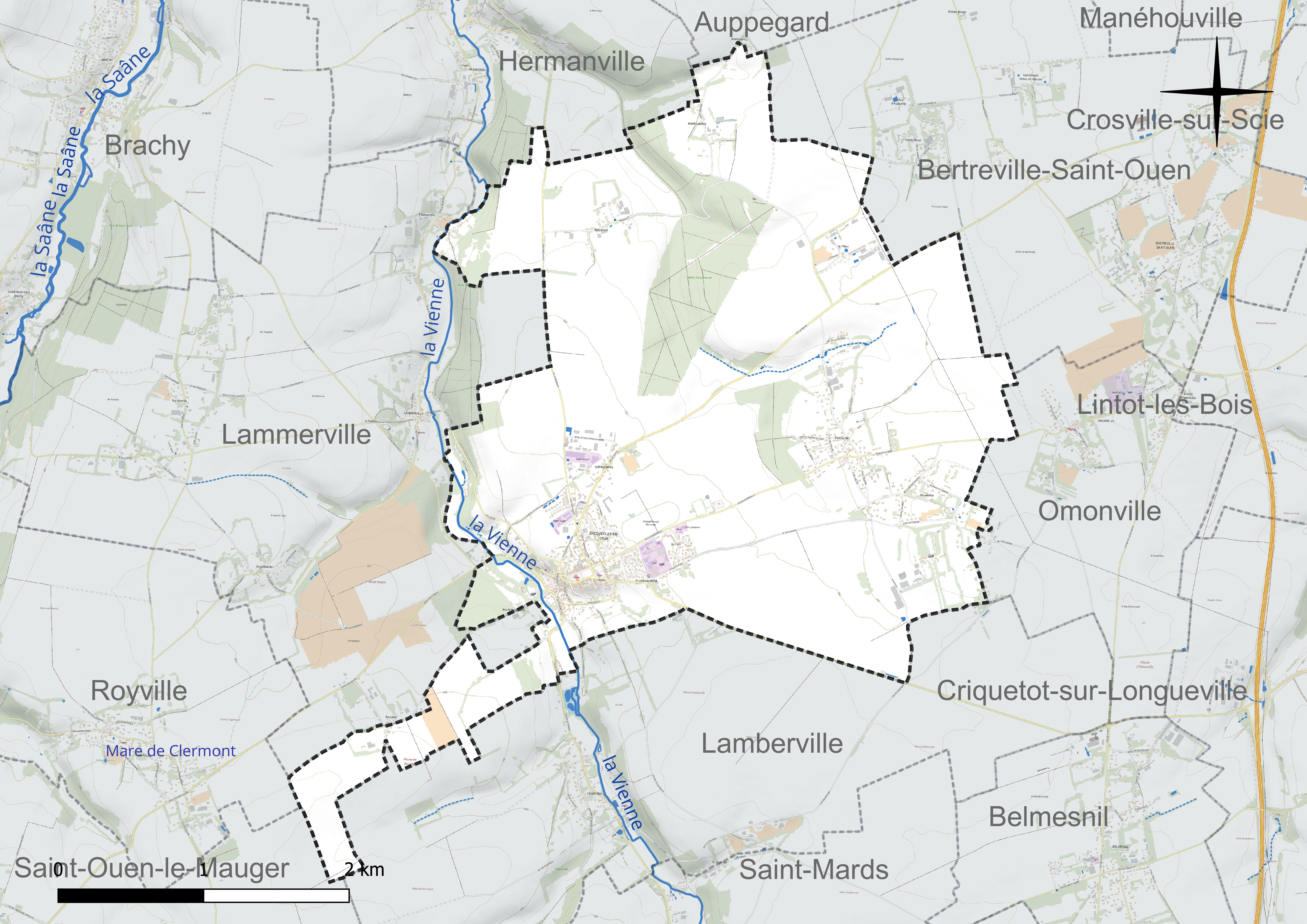
Réseau hydrographique de Bacqueville-en-Caux.

### Climat
Pour des articles plus généraux, voir Climat de la Normandie et Climat de la Seine-Maritime.
En 2010, le climat de la commune est de type climat océanique franc, selon une étude du CNRS s'appuyant sur une série de données couvrant la période 1971-2000. En 2020, Météo-France publie une typologie des climats de la France métropolitaine dans laquelle la commune est exposée à un climat océanique et est dans la région climatique Côtes de la Manche orientale, caractérisée par un faible ensoleillement (1 550 h/an) ; forte humidité de l’air (plus de 20 h/jour avec humidité relative > 80 % en hiver), vents forts fréquents. Parallèlement le GIEC normand, un groupe régional d’experts sur le climat, différencie quant à lui, dans une étude de 2020, trois grands types de climats pour la région Normandie, nuancés à une échelle plus fine par les facteurs géographiques locaux. La commune est, selon ce zonage, exposée à un « climat maritime », correspondant au Pays de Caux, frais, humide et pluvieux, légèrement plus frais que dans le Cotentin.
Pour la période 1971-2000, la température annuelle moyenne est de 10,4 °C, avec une amplitude thermique annuelle de 13,1 °C. Le cumul annuel moyen de précipitations est de 899 mm, avec 13,3 jours de précipitations en janvier et 8,7 jours en juillet. Pour la période 1991-2020, la température moyenne annuelle observée sur la station météorologique la plus proche, située sur la commune de Dieppe à 16 km à vol d'oiseau, est de 11,3 °C et le cumul annuel moyen de précipitations est de 805,2 mm,. Pour l'avenir, les paramètres climatiques de la commune estimés pour 2050 selon différents scénarios d’émission de gaz à effet de serre sont consultables sur un site dédié publié par Météo-France en novembre 2022.

## Urbanisme

### Typologie
Au 1er janvier 2024, Bacqueville-en-Caux est catégorisée bourg rural, selon la nouvelle grille communale de densité à sept niveaux définie par l'Insee en 2022.
Elle est située hors unité urbaine. Par ailleurs la commune fait partie de l'aire d'attraction de Dieppe, dont elle est une commune de la couronne,. Cette aire, qui regroupe 62 communes, est catégorisée dans les aires de 50 000 à moins de 200 000 habitants,.

### Occupation des sols

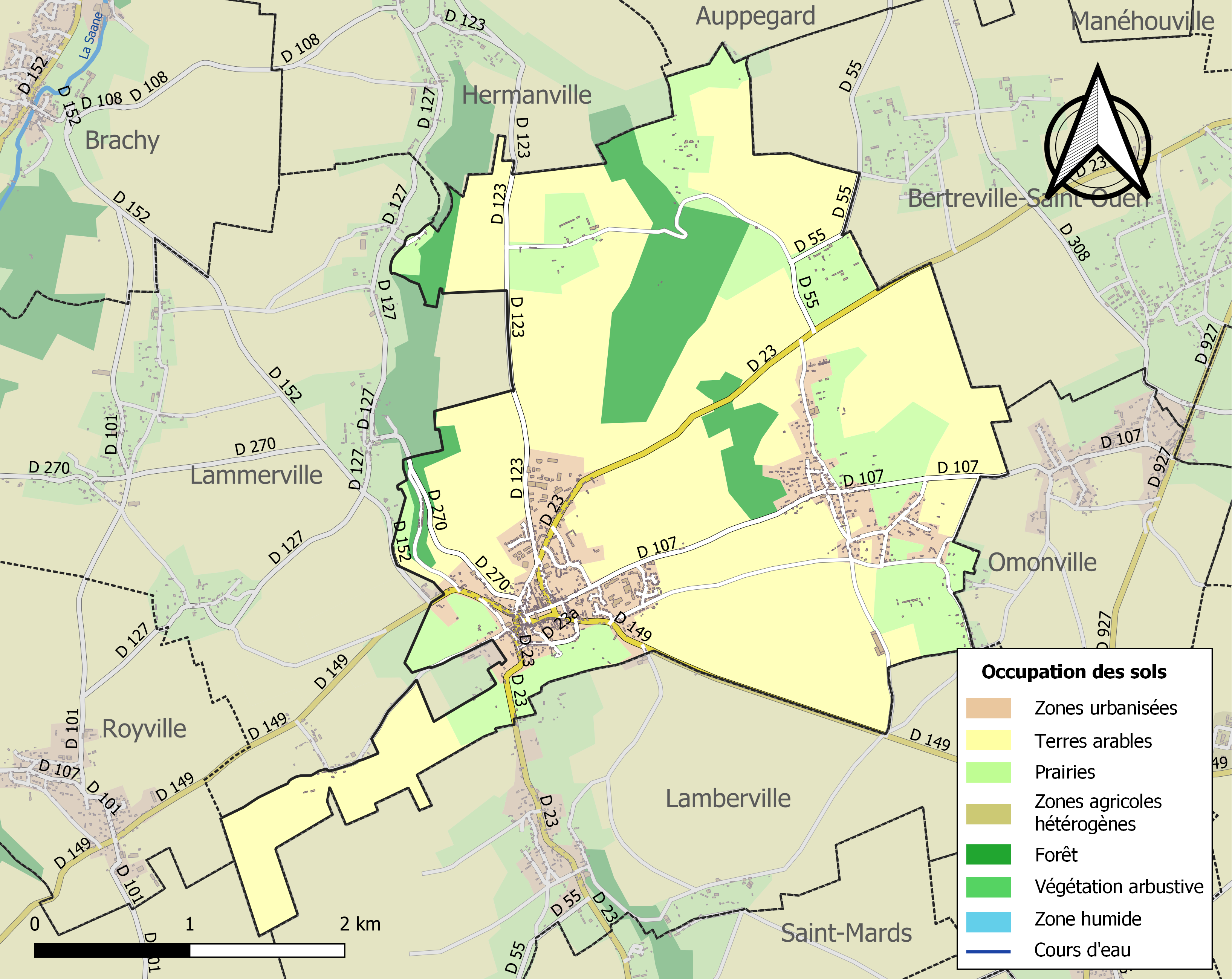
Carte des infrastructures et de l'occupation des sols de la commune en 2018 (CLC).

L'occupation des sols de la commune, telle qu'elle ressort de la base de données européenne d’occupation biophysique des sols Corine Land Cover (CLC), est marquée par l'importance des territoires agricoles (78,4 % en 2018), en diminution par rapport à 1990 (79,5 %).
La répartition détaillée en 2018 est la suivante : terres arables (60,5 %), prairies (18 %), zones urbanisées (10,8 %), forêts (10,8 %).
L'évolution de l’occupation des sols de la commune et de ses infrastructures peut être observée sur les différentes représentations cartographiques du territoire : la carte de Cassini (XVIIIe siècle), la carte d'état-major (1820-1866) et les cartes ou photos aériennes de l'IGN pour la période actuelle (1950 à aujourd'hui).

### Lieux-dits, hameaux et écarts
Cette commune comporte un hameau : « Pierreville » situé à 1,5 km entre celle-ci et Omonville.

### Habitat et logement
En 2021, le nombre total de logements dans la commune était de 985, alors qu'il était de 934 en 2016 et de 853 en 2011.
Parmi ces logements, 86,2 % étaient des résidences principales, 4,6 % des résidences secondaires et 9,2 % des logements vacants. Ces logements étaient pour 79,1 % d'entre eux des maisons individuelles et pour 20,3 % des appartements.
Le tableau ci-dessous présente la typologie des logements à Bacqueville-en-Caux en 2021 en comparaison avec celle de la Seine-Maritime et de la France entière. Une caractéristique marquante du parc de logements est ainsi une proportion de résidences secondaires et logements occasionnels (4,6 %) supérieure à celle du département (4,1 %) mais inférieure à celle de la France entière (9,7 %).
| Typologie                                               | Bacqueville-en-Caux | Seine-Maritime | France entière |
| ------------------------------------------------------- | ------------------- | -------------- | -------------- |
| Résidences principales (en %)                           | 86,2                | 88             | 82,2           |
| Résidences secondaires et logements occasionnels (en %) | 4,6                 | 4,1            | 9,7            |
| Logements vacants (en %)                                | 9,2                 | 7,9            | 8,1            |

## Toponymie
Le nom de la localité est attesté sous les formes Bascavilla entre 1040 et 1066, Ecclesie Sancte Mariae de Baschevilla en 1133, Balchevilla en 1142, Baskervilla en 1155, Baccheville en 1176, Bascervilla en 1179, In Baschevilla en 1180, Sancta Maria de Basquevilla en 1188, Capella Sancti Léonardi de Boschervilla en 1188, Ecclesia de Basquevilla vers 1240, Bacquevilla en 1256, Bakevilla et Baskevilla en 1268, Basquevilla en 1337, Basqueville en 1392, Besqueville la Martel entre 1420 et 1452, Basqueville en 1715 et 1788, Bacqueville-en-Caux en 1953,.
Apparemment sans rapport avec Bacqueville (Eure) : Baschivilla vers 1034 ; Baschitvilla en 1096.
Le pays de Caux est une région naturelle de Normandie.
Le nom de Bacqueville-en-Caux apparaît autour de 1050 lors de la cession des terres aux religieuses de St Armand de Rouen.

## Histoire

### Moyen Âge
Le château de Bacqueville est livré aux Anglais en 1418 par les Bourguignons après la prise de Rouen.

### Temps modernes
Durant la Réforme, le bourg est pillé en 1590 par Villars-Brancas.
Au XVIIIe siècle, Jean-François Boyvin de Bonnetot (1688-1760) est marquis de Bacqueville, auquel succède son fils, Alexis-Madeleine-Paul Boyvin de Bonnetot (1715-1796), mousquetaire noir, mestre de camp de cavalerie, chevalier de Saint-Louis en 1746, maréchal de camp en 1759.

### Époque contemporaine

Bacqueville-en-Caux au début du XXe siècle
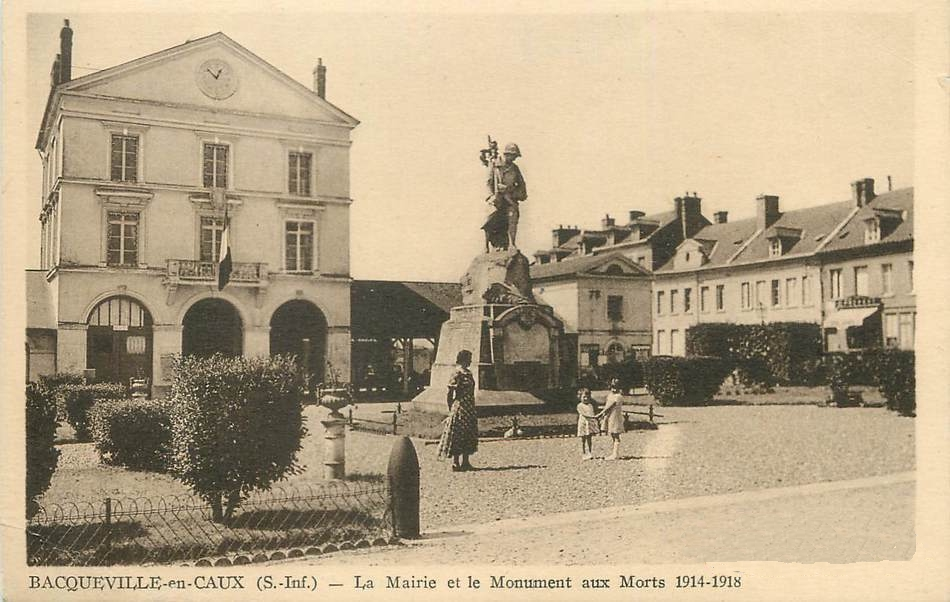
La mairie et le monument aux morts.
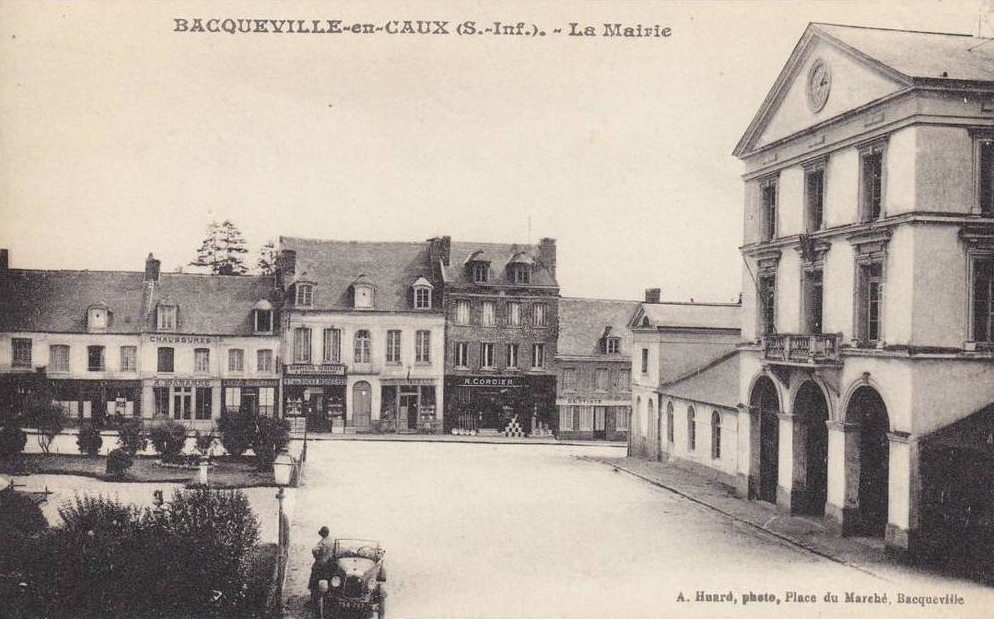
La mairie.
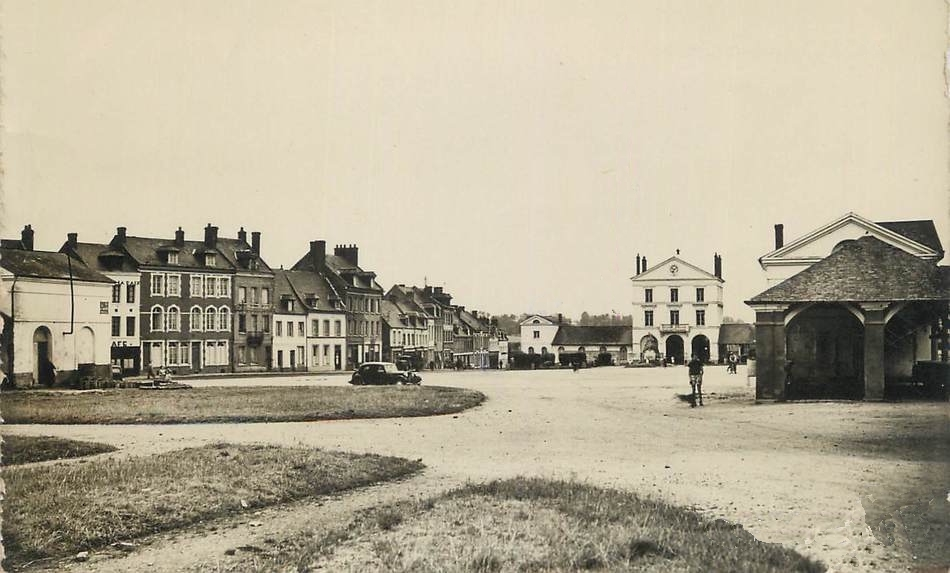
La place de la mairie.
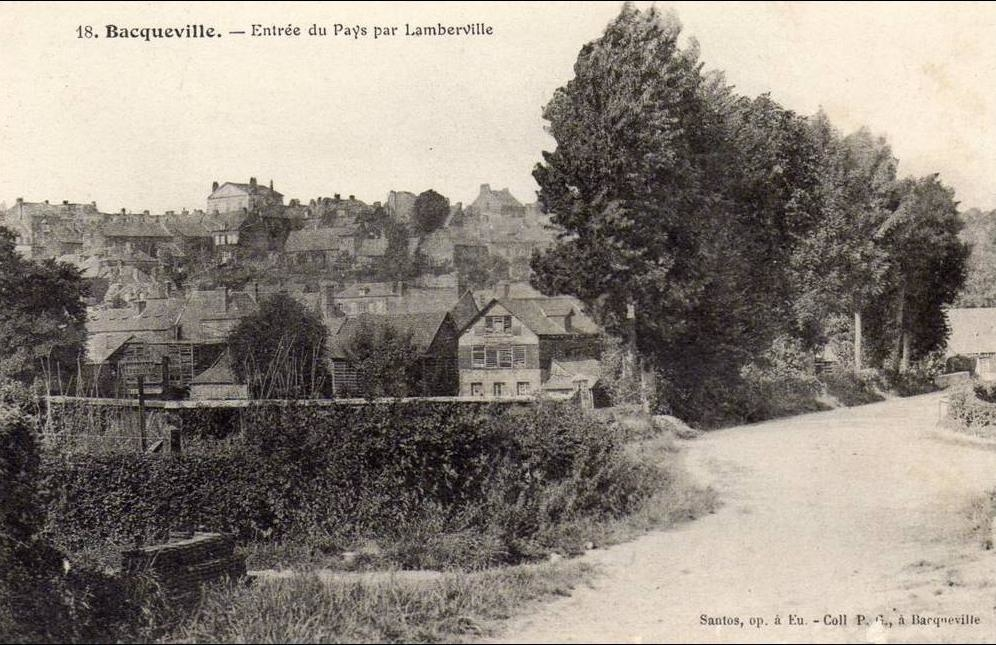
Entrée du Pays par Lamberville.
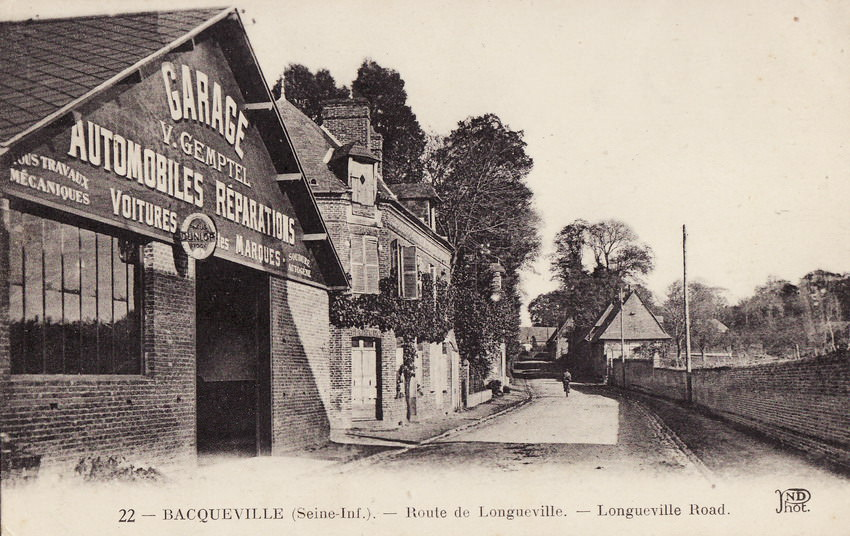
La route de Longueville.
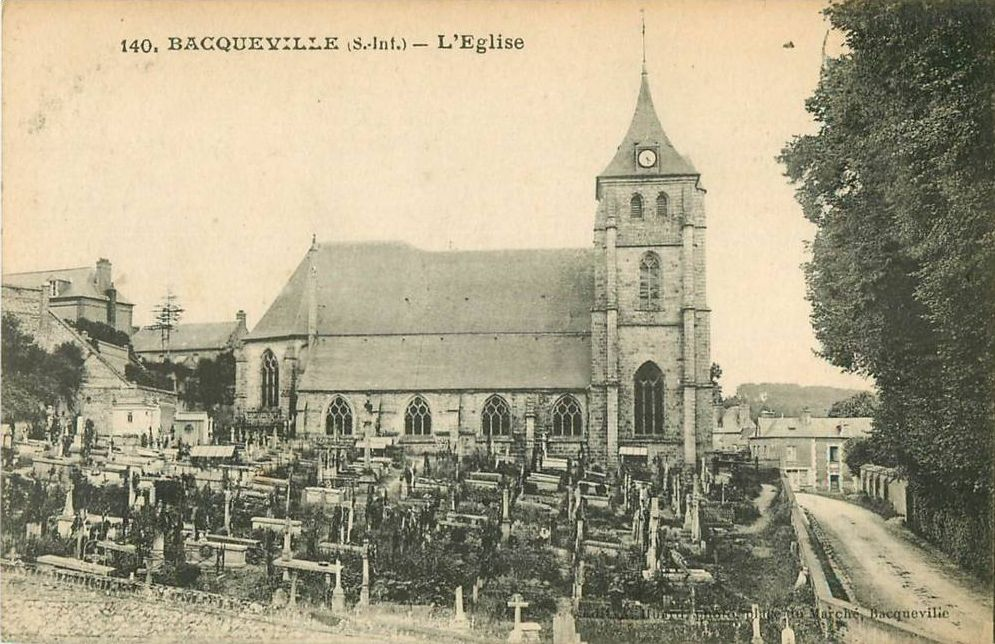
L'église Saint-Pierre.

Bacqueville-en-Caux est desservi de 1913 à 1947 la ligne de Gueures à Clères du Chemin de fer de Normandie, un réseau de chemin de fer secondaire à voie métrique du réseau départemental de la Seine-Maritime.

## Politique et administration

### Rattachements administratifs et électoraux

#### Rattachements administratifs
La commune se trouve dans l'arrondissement de Dieppe du département de la Seine-Maritime.
Elle fétait depuis 1793 le chef-lieu du canton de Bacqueville-en-Caux. Dans le cadre du redécoupage cantonal de 2014 en France, cette circonscription administrative territoriale a disparu, et le canton n'est plus qu'une circonscription électorale.

#### Rattachements électoraux
Pour les élections départementales, la commune fait partie depuis 2014 du canton de Luneray.
Pour l'élection des députés, elle fait partie de la dixième circonscription de la Seine-Maritime.

### Intercommunalité
Bacqueville-en-Caux était le siège de la communauté de communes Saâne et Vienne, un établissement public de coopération intercommunale (EPCI) à fiscalité propre créé fin  2001 et auquel la commune avait transféré un certain nombre de ses compétences, dans les conditions déterminées par le code général des collectivités territoriales.
Dans le cadre des dispositions de la loi portant nouvelle organisation territoriale de la République du 7 août 2015, qui prévoit que les établissements publics de coopération intercommunale (EPCI) à fiscalité propre doivent avoir un minimum de 15 000 habitants, cette intercommunalité a fusionné avec ses voisines pour former, le 1er janvier 2017, la communauté de communes Terroir de Caux, dont est la commune est le siège.

### Liste des maires
| Période                                  | Période       | Identité                           | Étiquette           | Qualité |
| ---------------------------------------- | ------------- | ---------------------------------- | ------------------- | --- |
| Les données manquantes sont à compléter. |               |                                    |                     | |
| 1788                                     | 1790          | Pierre Beatte d'Auseville          |                     | |
| 1790                                     | 1791          | François Osmont                    |                     | |
| 1791                                     | 1792          | Jacques Leblond                    |                     | |
| 1792                                     | 1794          | Pierre Guérillon                   |                     | |
| 1794                                     | 1795          | Pierre-François Duboc              |                     | |
| 1795                                     | 1797          | Jean-Baptiste Caudron              |                     | |
| 1797                                     | 1799          | Pierre Malherbe                    |                     | |
| 1799                                     | 1800          | Nicolas Lebourgeois                |                     | |
| 1800                                     | 1808          | Jean-Baptiste Caudron              |                     | |
| 1808                                     | 1811          | François Osmont                    |                     | |
| 1811                                     | 1814          | Félix Lepeletier de Saint-Fargeau, |                     | Député de la Seine-Inférieure (1815)                                                                             |
| 1814                                     | 1819          | Henri Martel d'Ablemont            |                     | |
| 1819                                     | 1822          | Bonaventure Osmont                 |                     | |
| 1822                                     | 1832          | Jacques Lédier                     |                     | |
| 1840                                     | 1847          | Bernard Caudron                    |                     | |
| 1847                                     | 1848          | Hippolyte Join-Lambert             |                     | |
| 1848                                     | 1849          | Jean-Jacques Le Maréchal           |                     | |
| 1849                                     | 1870          | Stanislas Lédier                   | Majorité dynastique | Propriétaire Conseiller général de Bacqueville-en-Caux (1833 → 1873) Député de la Seine-Inférieure (1852 → 1873) |
| 1870                                     | 1871          | Paul Dupont                        |                     | |
| 1871                                     | 1880          | Jules Amédée Morel                 |                     | |
| 1880                                     | 1881          | François Perré                     |                     | |
| 1881                                     | 1898          | Paul Dupont                        |                     | |
| 1898                                     | 1903          | Florentin Biville                  |                     | |
| 1903                                     | 1932          | Jules Morel                        | Républicain         | Auparavant maire de Saint-Mards durant 10 ans Conseiller d'arrondissement de Bacqueville-en-Caux (1900 → 1937)   |
| 1932                                     | 1932          | Fernand Dupuy                      |                     | |
| 1944                                     | 1947          | Albert Curé                        |                     | |
| 1947                                     | 1983          | Augustin Mouquet                   |                     | |
| 1965                                     | 1983          | Jean Poulain                       |                     | Cultivateur Conseiller général de Bacqueville-en-Caux (1973 → 1979)                                              |
| 1983                                     | 2001          | Gérard Savoye                      |                     | |
| 2001                                     | novembre 2024 | Étienne Delarue,                   | DVD                 | Retraité du secteur privé. Président du Syndicat intercommunal à vocation scolaire Démissionnaire                |
| novembre 2024                            | En cours      | Jean-Marie Adam                    | DVD                 | Retraité |

## Équipements et services publics

### Espaces publics
Bacqueville-en-Caux a été récompensée en 2022 d'une deuxième fleur au Concours des villes et villages fleuris; dix ans après avoir obtenu la Première fleur. Cette récompense reconnait ainsi le travail de l'équipe de jardiniers municipaux, de leur politique zéro phyto et leur production de 17 000 plantes annuelles par an.

### Enseignement
Les enfants de la commune sont scolarisés avec ceux de Biville-la-Rivière, Hermanville, Lamberville, Lammerville et Rainfreville dans le cadre d'un regroupement scolaire concentré dont les écoles sont route de Pierreville, ou à l'école privée Saint-Léonard.
Ils poursuivent leurs écoles au collège Guy-de-Maupassant de Bacqueville-en-Caux.

## Population et société

### Démographie
L'évolution du nombre d'habitants est connue à travers les recensements de la population effectués dans la commune depuis 1793. Pour les communes de moins de 10 000 habitants, une enquête de recensement portant sur toute la population est réalisée tous les cinq ans, les populations de référence des années intermédiaires étant quant à elles estimées par interpolation ou extrapolation. Pour la commune, le premier recensement exhaustif entrant dans le cadre du nouveau dispositif a été réalisé en 2004.

En 2022, la commune comptait 1 897 habitants, en stagnation par rapport à 2016 (Seine-Maritime : +0,35 %, France hors Mayotte : +2,11 %).
| 1793  | 1800  | 1806  | 1821  | 1831  | 1836  | 1841  | 1846  | 1851  |
| ----- | ----- | ----- | ----- | ----- | ----- | ----- | ----- | ----- |
| 2 370 | 2 279 | 2 514 | 2 485 | 2 685 | 2 810 | 2 720 | 2 712 | 2 654 |

| 1856  | 1861  | 1866  | 1872  | 1876  | 1881  | 1886  | 1891  | 1896  |
| ----- | ----- | ----- | ----- | ----- | ----- | ----- | ----- | ----- |
| 2 374 | 2 563 | 2 520 | 2 518 | 2 512 | 2 321 | 2 241 | 2 188 | 2 045 |

| 1901  | 1906  | 1911  | 1921  | 1926  | 1931  | 1936  | 1946  | 1954  |
| ----- | ----- | ----- | ----- | ----- | ----- | ----- | ----- | ----- |
| 2 052 | 2 043 | 1 914 | 1 661 | 1 485 | 1 455 | 1 546 | 1 532 | 1 552 |

| 1962  | 1968  | 1975  | 1982  | 1990  | 1999  | 2004  | 2006  | 2009  |
| ----- | ----- | ----- | ----- | ----- | ----- | ----- | ----- | ----- |
| 1 720 | 1 665 | 1 605 | 1 707 | 1 640 | 1 640 | 1 770 | 1 784 | 1 800 |

| 2014  | 2019  | 2022  | - | - | - | - | - | - |
| ----- | ----- | ----- | - | - | - | - | - | - |
| 1 895 | 1 910 | 1 897 | - | - | - | - | - | - |

### Manifestations culturelles, sportives et festivités
- Foire agricole le 8 mai.
- Marchés nocturnes, premier vendredi du mois entre juin et septembre.
- Fête du Tortill'Art, juillet.
- Salon du livre, 11 novembre.
- Tournoi de football inter quartiers, juillet.
- Salon du mariage, octobre.
- Fête foraine, début novembre.
- Kermesse de la Saint-Eutrope en juin.
- Courses hippiques l'été.

## Culture locale et patrimoine

### Lieux et monuments
- Église Saint-Pierre du XVIe siècle, endommagée durant la Seconde Guerre mondiale. Elle abrite des statues anciennes dont celles de saint Crespin et de saint Pierre et une œuvre moderne, le Christ en céramique du maître-autel réalisé par Georges Mirianon.
- Monument aux morts inauguré le 5 juin 1922 sur la place du village, sous la présidence du ministre de l'Agriculture Henry Chéron. Ler monument conçu par Léo Craste est orné d'une sculpture signée Albert Guilloux, sculpteur parisien, qui représente un poilu victorieux mais résigné sortant d'une tranchée pour rejoindre l'arrière ; il tient son fusil sur l'épaule orné d'un bouquet de fleurs et porte un casque allemand dans sa main gauche[42].
- La croix Saint-Léonard, érigée au XIIIe siècle à l'initiative de Guillaume IV Martel, puis relevée en 1756. 
D'après la croyance locale, elle aiderait à faire marcher les enfants. Il suffirait d'attacher un ruban autour de la croix, faire trois fois le tour de la croix à l'enfant en récitant une prière. Cette croix se trouve au bord de la route dans la plaine entre Bacqueville-en-Caux et le hameau d'Ablemont. Initialement, la croix se trouvait au cœur de la plaine mais fut déplacée par un agriculteur (il reste une plaque à l'emplacement originel). D'après la légende, cet agriculteur aurait perdu l'usage de ses jambes peu de temps après[réf. nécessaire].
- La croix Mangea-Là, érigée au XIIIe siècle à l'initiative de Guillaume IV Martel ; réédifiée en 1937 à l'initiative de l'abbé Demeillers.
- Plaque commémorative dans le Bas de Bacqueville en hommage aux libérateurs canadiens le 1er septembre 1944.
- Hippodrome de la Société des courses de Bacqueville, fondée en 1891. Les courses hippiques ont lieu 2 fois pendant le mois d'août.
- Gare de Bacqueville-en-Caux du chemin de fer de Normandie.

### Pierreville
Saint-Eutrope de Pierreville fut premièrement une chapelle dépendante de la cure de Bacqueville-en-Caux, l'église en briques fut construite en 1768 et bénite par le cardinal de La Rochefoucauld en 1770. Saint Eutrope, évêque d'Orange, y était l'objet d'un pèlerinage très fréquenté.
Lieu-dit de Varenville accolé à Pierreville, dans ce lieu-dit est présent la ferme des Écussons (manoir XVIe siècle), lieu de balade et de vie de monsieur Poulain.
Puis la ferme des « Toucheux de Vaques », ancien manoir du XVIIIe encore présent.
Et l'ancienne école des filles sur la place de Pierreville, construite entre 1882 et 1883, école encore active jusqu'en 2010 (transformée en école mixte) puis en habitat maintenant. Il est également important de noter que cet endroit est également utilisé par la mairie comme lieu de vote pour les habitants du hameau.
La place est un lieu de kermesse au mois de mai ou juin. L'ancien calvaire a été rénové le dimanche 3 mai 2014 par l'abbé Stéphane Ansart à l'issue d'une messe organisée dans l'église Saint-Eutrope.

### Personnalités liées à la commune
- Jean-François Boyvin de Bonnetot (1688-1760), marquis de Bacqueville, effectua une des premières tentatives de vol humain, y est né.
- François Bonneville (1755-1844), peintre, dessinateur, graveur et éditeur français, y est né.
- Pierre-Jean-Valentin Vastey (1762-1840). Agent national du district de Cany sous la Révolution, il entretint une longue correspondance avec son cousin, Jean-Louis Vastey, dit Pompée Valentin Vastey, l'idéologue de la révolution haïtienne. Ses archives ont ainsi permis d'établir en 2014 la première biographie du baron de Vastey[réf. nécessaire].
- François-Xavier Osmont (1800-1883), homme politique né à Bacqueville-en-Caux, député de la Seine-Inférieure de 1847 à 1849.

### Héraldique
| Blason de Bacqueville-en-Caux | Blason  | Parti: au 1er d'or à trois marteaux de gueules, au 2e d'azur à croisettes d'or. |
| Blason de Bacqueville-en-Caux | Détails | Le statut officiel du blason reste à déterminer.                                |
| Blason de Bacqueville-en-Caux | Alias   | D’or aux trois marteaux de gueules.                                             |